# OS-tan
Les OS-Girls, o també conegudes com a OS Tan (OSたん) entre els japonesos, són personificacions o personatges femenins basats en gairebé tots els sistemes operatius de Windows, i també de Mac, Linux, i programaris de seguretat.
La popularitat de les OS-Tan al Japó és notable. La idea de personificar sistemes operatius va vindre bàsicament d'un fullet de programari que portava dibuixades algunes mascotes, més tard, alguns artistes aficionats en fòrums de discussió com 2ch i 2chan van començar a crear personatges inspirats en Windows i definir les seves personalitats.
La popularitat d'aquests personatges va créixer a mesura que les seves historietes es van anar estenent, s'han creat treballs derivats com ara dibuixos ASCII o animacions flash conegudes sota el nom de Troubled Windows. També s'han arribat a vendre alguns dibuixos representant a les OS-Tan en diferents convencions japoneses d'anime.

## Característiques dels personatges

### Cebetes (cebollí)
Comunament se'ls veu a les OS-Girls carregant cebetes. Això és degut al fet que en japonès, les cebes són anomenades "Negi", la qual cosa s'assembla molt al nom d'un tallafoc japonès molt popular (Negi). Per això, les OS-Girls fan servir les cebetes com escuts o armes.

### Pits
S'ha suggerit mesura que passa el temps que la mida dels pits de cada OS-tan reflecteix els seus requisits de memòria. Com XP és considerada una "tragamemoria" a causa de la seva alta demanda de recursos, XP es representa sovint d'una manera molt «frondosa».
Una altra teoria assenyala que la mida dels pits determina l'estètica del sistema operatiu. Per tant, pel fet que XP està dissenyat amb "estrelletes i xiulets" per dir-ho, no és estrany que tingui aquesta mida de pits, mentre que per exemple MS-DOS, mostrant només una línia d'ordres, es troba pràcticament en l'extrem oposat.

### Gana
Una altra manera d'assenyalar els requeriments d'un sistema operatiu és a través de la seva gana. De nou, com es considera que XP demana massa recursos, la podem veure en moltes vinyetes devorant quantitats ingents de menjar i sempre demanant més. A l'altre extrem, Windows 95 gairebé no se la veu menjar.

## Microsoft

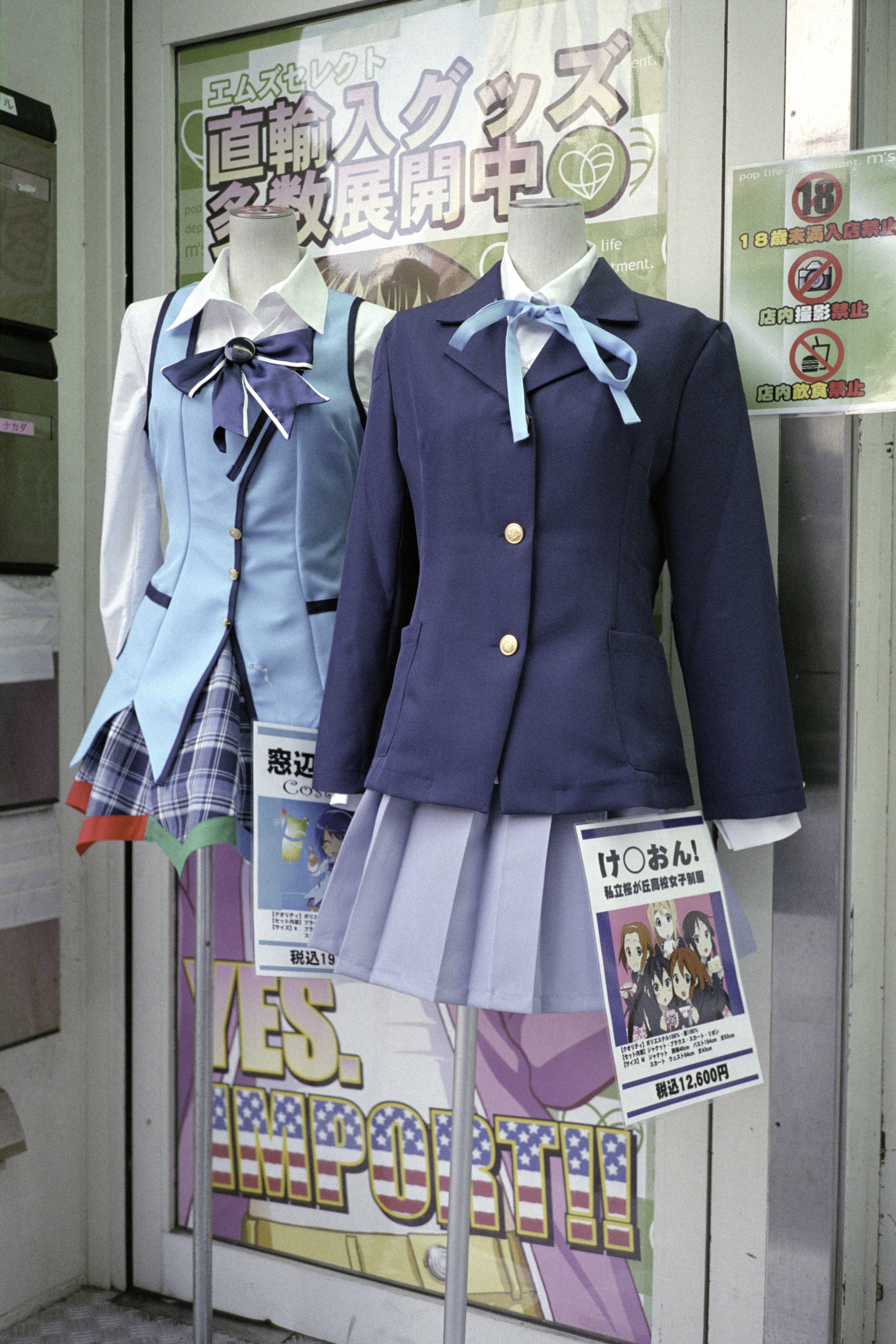
Uniforme de Madobe Nanami (esquerra).

## Microsoft[calcitació]

### Windows 7
Akiba PC va reportar que les primeres 7.777 còpies de les edicions japoneses de Windows 7 Ultimate DSP inclouen una imatge de fons de pantalla i un joc de sons per al personatge anomenat Nanami Madobe (窓辺 な なみ, Madobe Nanami?, Lit. Windows 7 'Mado Nana '), la qual va ser Nana Mizuki qui li va donar veu. El personatge va ser dissenyat per Wakaba. La sèrie Premium inclou un tema de Windows 7 contenint 3 fons de pantalles, 19 jocs de sons d'esdeveniments, CD amb 5 sons extra de Nanami. L'edició regular DSP inclou un petit tema de Windows 7 contenint un fons de Nanami i 6 jocs de sons d'esdeveniments. Això la fa ser la primera OS-tan comercialitzada per la companyia que produeix el sistema operatiu. A més, el personatge també té la seva pròpia compte a Twitter.

### Windows Vista
A causa de l'anunci del nou Windows Vista, els usuaris de Futaba han creat a una nova OS-tan, anomenada Vista o Vis-tan. Se la representa com una ninja, en un tema de colors gris, i de vegades amb fermalls de pèl semblant cargols tipus Philips, pel fet que "vis" significa cargol, en francès. Una altra versió que està prenent molta popularitat per a la versió Ultimate és una noia de cabell verd amb cues simulant l'Aero, amb un vestit negre i la paraula Vista al capdavant, també hi ha variants per a les versions de Starter, Home i Business.

### Windows Longhorn
Beta i nom codi de Windows Vista. Un dibuix la mostra com una noia amb el cabell blau fosc i dues banyes que s'estenen des de la part de darrere del seu cap al capdavant, la seva roba és blanca excepte per les espatlles on és negra. Porta les lletres "L" i "H" en el seu pit. Un disseny més comú és una noia amb el cabell castany amb cues llargues que porten una o dues grapes que semblen una taronja i un logotip negre que s'assembla el cap d'un toro estilitzat.

### Windows 2003 Server (Saba)
Windows 2003 Server (Saba) es dibuixa sovint com una noia-peix amb un hub ethernet com una gorra al seu cap. La forma de noia peix és degut al fet que la paraula servidor (en anglès, "server") es pronuncia al Japó com Saab, la qual cosa és molt semblant a la paraula utilitzada per denominar un peix anomenat verat (mackerel, en anglès). Altres versions la mostren com una noia amb una faldilla blanca curta i un top estil armilla una cua llarga a la part de darrere (normalment amb una inclinació) i el logotip quadrat de Windows en el seu coll i en la cua. En algunes altres representacions, té un cinturó fet de cable de ethernet embolicat voltant de la cintura.

### XP Professional
XP és una noia sexy, de cabell fosc, que porta el logotip de Windows XP com una cinta de cabell. Sol ser criticada per requerir grans recursos i ser molt bonica, però sense ser igualment útil. XP-Tan porta poca roba i està proveïda de grans pits. També, per la seva alta demanda de memòria, menja massa i de vegades és representada sostenint un gran bol buit amb la paraula "memòria" i demanant encara més.

### XP Home
També coneguda com a Homeko, XP Home és una variant que representa el sistema operatiu Windows XP Home. Ofereix una mirada més reservada, semblant la seva germana XP. Té fermalls amb les lletres "XP" al cabell en lloc d'una cinta, i tendeix a portar una cua curta. Hi ha una variant encara més rara: XP Media Center Edition. Aquesta té pèl curt i anells petits del mateix estil que el fermall de XP Professional.

### WinME

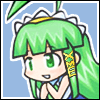

Va ser la primera OS-Tan creada i es considera la representació més bella del "infame, maligne i inestable" Windows ME. La seva aparença rarament varia, per la qual cosa és fàcilment recognoscible: el seu cabell és verd, amb unes llargues cues de cavall, i fa servir un uniforme de serventa amb una insígnia "!" al capdavant. Me-Tan és molt útil i sempre vol ajudar al seu amo (Toshiaki), però com normalment falla i es treballa quan intenta fer alguna cosa, bloc molt sovint, sol irritar les seves germanes. Quan no està travada o fora de control, tendeix a fer coses que mostren una falta de sentit comú o coneixement, com posar un refresc al microones o intentar matar les persones girant una ceba tendra. Malgrat els seus defectes, o potser per la seva condició llastimosa, la maldestre Me-Tan és "una de les OS-Tan més estimades".

### Win2K
Hi ha variants, però la més comuna és Win2K Professional. Normalment és dibuixada com una dona intel·ligent, professional, amb el cabell curt de color blau, lents, i fermalls semblants a orelles de gat que flanquegen una gorra blanc petit o prim, similar al fermall de les serventes amb una finestra de Windows dibuixada. El seu vestit s'assembla a un banyador el colorit fa pensar en el logotip de Windows. Vesteix també una jaqueta llarga. Es pensa que això reflecteix la creença que Windows 2000 és el sistema més estable, fidedigne, i equilibrat de la família de sistemes Windows. Aquest personatge es caracteritza com la dona fiable de les OS-Tans i la perfeccionista del grup. A causa de la seva major estabilitat comparada amb WinME, que va sortir una mica després, 2KTan es representa sovint com la guardiana de Me-Tan.

### Windows CE
Sent un OS dissenyat per a dispositius petits, la personificació de Windows CE es retrata com una diminuta fada amb ales i fent servir un cable-vara USB. Com que el sistema operatiu de la Sega Dreamcast era una versió modificada del Windows CE, hi ha diverses il·lustracions de CE en què està dret en o al voltant del logotip del remolí del Dreamcast.

### Win98 i Win98SE
Hi ha diverses variants, però les més comunes són un parell de noies joves. La primera edició de Windows 98 té un uniforme blau i blanc, cabell blau marí amb un fermall formant un "98" i un logotip de finestres com a part d'una corbata. La segona edició de 98 (Win98SE) normalment té cabell gris-blau i un vestit de mariner verda amb les lletres SE al capdavant.
Dues versions primàries de les Os-tan que continuen sent usades juntament amb les noies són un parell de caixes de cigars amb petits pals simulant peus i braços, amb la cara bastament dibuixat al front, basat en la joguina 'Vulcan 300' que apareixia a la sèrie d'anime Konjiki no Gash Bell!! (Zatch Bell!). Ambdues noies fan ús regular d'aquests ara com vestits mecànics. El mecha-box utilitzat per 98 és de color blau, i igualment el 98SE metxa-box té un tema verd aqua. Els mecha de vegades es mostren com guardians o amics a les 98-Tan, i altres vegades les noies es fiquen en ells per pilotar-la. Les mides de les caixes poden variar, anant de la mida d'una nina quan són carregades per les OS-Tan, fins a la mida d'adult quan estan dins de les caixes.
Tot i que les dues noies són força tímides, 98SE és la que més s'amaga en la seva caixa.

### Win95
El Windows 95, sent la versió més vella del Windows "modern", es representa normalment com una noia tradicional de la primerenca era moderna del Japó. És una dona de vista pacífica de cabell castany vestint un quimono amb una cinta en el seu cabell que mostra els quatre colors de Windows. El model del seu quimono està basat en l'arxiu "hana256.bmp" el qual es va usar com a fons d'escriptori en la versió japonesa de Windows. Porta sandàlies gruixudes (geta o zōri). La seva roba és la típica de les estudiants del Japó en vies de modernització (del període Meiji al període Taishō), de manera que el fons cultural com comparació de la modernització de Windows a la modernització del Japó es veu en ella.
La majoria de les seves activitats comunes són beure te, servir menjars o altres tasques domèstics. Un tema recurrent és el seu desconeixement de les tecnologies post-95 com els dispositius USB i les connexions a Internet de banda ampla. També és representada de tant en tant sostenint una katana d'una manera agressiva, simbolitzant que els seus sistemes operatius descendents van aconseguir la dominació completa del mercat de la computació personal. Una tira còmica la mostra parlant amb altres OS-Tans sobre derrotar les Mac-Tan, a les quals odia prou.
Com que el navegador Mozilla Firefox és incompatible amb Windows 95, en algunes historietes es pot veure com algunes de les seves germanes li recomanen "pensar en rus" i la incapacitat de 95-Tan d'internalitzar aquest idioma.

### Windows 95 OSR 2.5

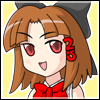
Windows 95 OSR 2.5

L'última versió apedaçada de Windows 95, OSR2.5-tan té el cabell castany, més curt que el de 95-tan, lligat amb un monyo negre semblant al de 95-tan i un petit llistó que forma el nombre "2.5". Vesteix d'una manera similar a 98-tan, amb una brusa blanca sense mànigues, una corbata en monyo vermella, faldilla negra llarga, i guants llargs. OSR2.5-tan veu les altres OS-Tans (comunament les germanes 98 i ME-tan) com enemigues, però els seus plans mai resulten en l'enuig de les seves germanes.

### Windows NT
Un personatge no gaire comú, NT-tan té el cabell llis i de color morat clar, i fa servir un vestit simple, color rosa. La seva edat pot variar de nena a adulta, i de vegades se la representa com la mare de 2K-tan i ME-tan.
Una altra versió, Windows NT Workstation, també existeix i és molt més comú que l'original NT-tan. NT té la representació en romaji "enumera tu" - La qual cosa és molt semblant a "inu tu", d'aquí es desprèn la paraula "inu" que significa gos, en japonès. Inu-T tan té cabell blau, orelles i cua de gos, un collaret, i guants i botes que s'assemblen potes de gos, de color blau que combinen amb les seves orelles i cua.

### Windows 3.11
Windows 3.11 és un personatge estrany. En les seves poques aparicions s'han fet servir un 'metxa-box' blanc similar a l'usat per 98 i 98SE, pilotat per una noia de negre. Una altra versió que s'ha tornat més popular és una dona jove de cabell blanc en un vestit violeta llarg, amb un fermall "3.11" en el seu coll. Normalment s'acompanya per un gat negre (DOSkitty) o una catgirl (gateta o dona gata) amb cabell negre amb uniforme de serventa, tots dos representant a DOS. (Recordar que Windows 3.11 havia d'arrencar i córrer des de DOS.)

### MS-DOS
MS-DOS també és un personatge bastant estrany. És una nena bonica però molt tímida. Porta un teclat i normalment és la mostra traient el cap al voltant de les cantonades. Normalment se la representa en algun lloc amagada en el fons, fora de vista, en analogia amb el funcionament del mateix MS-DOS en les versions no-NT de Windows. Una altra representació més comuna de DOS és DOSkitty, un petit gat negre amb un collaret que té les lletres DOS, que acompanya sempre a 03/11-tan.

## Mac OS

Mac Os tan

## Mac OS[calcitació]

### Mac OS X
La noia Mac OS X es representa sovint com noia gat, seguint amb la tradició del "Gat Salvatge" que segueix Macintosh (cada Mac OS X té un codename com "Jaguar", "Panther", "Tiger" i així successivament.) D'altra banda, es representa també com una variació més vella del Mac OS 9 girl, portant una jaqueta blanca i un AirPort (dispositiu sense fils per a Mac) com un barret.

### Mac OS 9
La Mac OS 9 és la MacOs Girl més comú. És rossa, i mostra una cinta formant un 9 i un vestit de "platí blanc". Normalment porta una illa gran en el seu cap, o una bomba representant al diàleg d'error de Macintosh. Altres accessoris comuns són un vestit blanc amb el logotip de Mac. Normalment amistosa i greu, OS 9 és coneguda per tornar boja quan la fan enfadar.
També és representat per un noi jove de cabell gris que generalment està parlant amb la ME-TAN suggerint que tenen alguna mena de relació.

## GNU/Linux[calcitació]
Originalment vist com un pingüí barbat (una referència en Tux, la mascota pingüí del nucli Linux), la imatge més amistosa és d'una noia amb casc i potes era escollida com una alternativa humana. El seu casc normalment té banyes en ell, probablement una referència al GNU que normalment es corre amb Linux com el seu programa kernel (de "GNU / Linux"). Els "dents" dins el casc són una referència a KDE, un ambient de l'escriptori de comú ús amb GNU/Linux. També es veu sovint amb una llança que té banderes lligades representant a les utilitats GRUB, LILO i GCC.

## Altres OS-Tan[calcitació]
Altres personatges també representats i d'alguna manera lligats a les Os-Tan són:

### Google-tan
Se'l veu com una científica de bata blanca (la interfície de la web de Google és blanca) i té una mena de diadema similar a les de les operàries de telemàrqueting o de centre d'atenció telefònica. A la diadema té la lletra "G" de color blau, els seus ulls representen les dues "oo" (cada ull té una tonalitat rogenca i groga), i la resta de la diadema es compon de les lletres "g", Lye, completant així la paraula Google.

### Firefox-ko
Firefox-ko és una personificació del navegador Mozilla Firefox que normalment és retratat com un esperit de guineu japonès (kitsune) abillat de sacerdotessa Shinto. El seu joc de colors s'assembla al logotip de Firefox.

### Dr. Norton
Doctor Norton, un doctor vell i luxuriós, personifica Symantec Norton, programari antivirus. Tot i que és un metge enginyós, se'l coneix per demanar infames (i intentar) despullar totalment les OS-Tan per a una exploració física completa, tot i que sap que no tenen cap error. La luxúria del doctor no té cap límit, i la seva moralitat és nul·la. La seva aparença és com la d'un fantasma japonès (la cua de fum en lloc de cames) és una referència al Norton Ghost, sistema de recuperació de dades de Symantec.

### Buster Trend Micro
El seu nom és Buster, és una personificació d'un altre programari antivirus Trend Micro. És un noi jove, amb cabells rossos que porta una samarreta blanca amb les paraules el «Trend Micro» i shorts vermells. Porta una gorra vermella a l'inrevés, una bena seva galta i porta un maletí blau. Sembla que li agrada també prendre una ullada als cossos de les OS-Tan, com a doctor Norton.

### Miss McAfee
Una personificació d'un altre programari antivirus, però les imatges d'aquest personatge són rares. Al contrari dels dos programes antivirus anteriorment esmentats, McAfee és una dona rossa, portant un vestit vermell llarg. De tant en tant porta un monocle, o un vestit a l'estil de renaixement europeu també en un esquema vermell-groc.

### Opera-tan

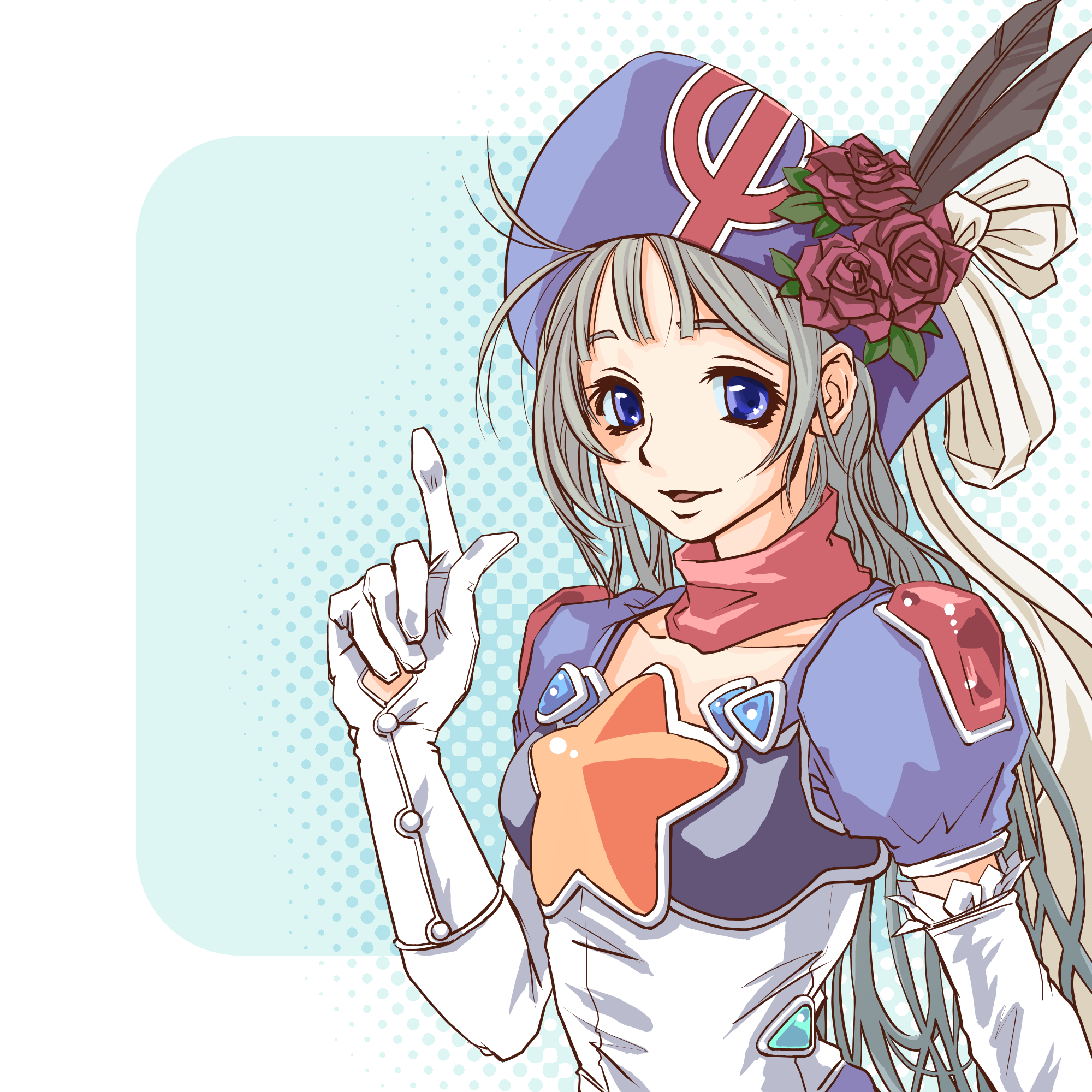
Opera-tan, la personificació d'Opera

Opera-tan és la personificació del navegador Opera, d'Opera Software. Normalment se la veu com una noia rossa, de cabell llarg i ulls blaus de mirada pacífica. Vesteix un elegant vestit blau que recorda un vestit de nit. Porta un barret i un enorme fermall al pit amb forma d'estrella (probablement, en honor dels marcadors que s'utilitzen en aquest navegador).

### Toshiaki
La personificació dels usuaris anònims dels fòrums d'imatges de Futaba (per exemple Nijiura). De vegades mostrat com l'amo de les OS Tans, representant els usuaris d'ordinadors en general. És tan pervertit com el Dr. Norton, si no més.
El nom "Toshiaki" ve dels fòrums: Futaba; aquest nom se li aplica als usuaris anònims.

### Shitsuji-kun
Shitsuji-kun representa un moltó majordom. No està relacionat amb cap sistema operatiu, però, sempre està al costat de Inu-Tu tan, o de home. Shitsuji-kun té el cabell curt, de color llana, amb banyes i orelles de moltó, fa servir un collaret, camisa de màniga llarga blanca amb una armilla i monyo guinda, i la meitat inferior del cos és també de moltó.

### Os-kuns
Anomenats "OS-Kuns" on "-kun" normalment és l'honorífic japonès informal entre els homes, són la contrapart masculina de les OS-Tans:
- XP-kun és un home en la seva adolescència, vint anys, amb una figura molt muscular, vestit blau i roba blanca, no molt diferent a XP-Tan, i diverses cicatrius grans en el seu pit que formen les lletres "XP". El seu cabell és negre i amb una cua de cavall. XP-kun té un temperament agressiu.
- XP Home-kun (més conegut com a Homeo és un noi amb cara de nen, que té el cabell verd i llarg lligat amb una cinta, vestit generalment amb pantalons curts i una jaqueta. És una persona sexualment confosa, víctima de les perversions de la seva germana Homeko.
- Me-kun és un noi amb una notable cara de nen (igual que Homeo) i amb un vestit cafè. Com Me-tan, té el cabell verd, però al contrari de la seva germana, el trobem sovint a càrrec d'una situació, proporcionant connexions de la xarxa, fixpacks o llegint la documentació d'ajuda a les OS-Tan.
- 2k-kun és un personatge estrany, però la seva aparença i la conducta segueix l'estil de 2k-Tan, vesteix un vestit de negocis, ulleres de lectura i utilitza cel·lular. Encara que és germà de la "dona fiable", gairebé mai se'l veu treballant.
- 95-kun és un samurai, vestit amb quimono i hakama, probablement de 40 anys, armat (igual que la seva germana 95-tan) amb una katana. Una activitat comuna d'aquest personatge és beure sake, la qual cosa algunes vegades li ha donat problemes.
- 98-kun i 98SE-kun no són personatges comuns, i no tenen representació definida. El més comú és que se'ls mostri com ninjes completament coberts per armadura (inclosa la cara), sent de color verd-aqua la de 98-kun, i blau la de 98SE-kun. Igual que les seves germanes, tenen metxa-boxs, però aquests són de color contrari al de les seves germanes (98-kun té un metxa-box verd, mentre el de la seva germana és blau; 98SE-kun té un metxa-box blau, quan el de la seva germana és verda)
- OS9-kun, també conegut com a Kurou-kun, és un noi alt, de cabell color gris platí, vestit amb una samarreta sense mànigues, pantalons curts, guants llargs i de vegades carregant una bomba (semblant a la de la seva germana).